# Зори Парижа
«Зори Парижа» — историко-революционный фильм режиссёра Григория Рошаля, снятый им на киностудии Мосфильм в 1936 году.

## Сюжет
18 марта 1871 года. В Париже провозглашена коммуна. Правительство Тьера укрылось в Версале. Армия осаждает Париж. Эжен Горро, рабочий-башмачник из Лиона, вливается в ряды защитников города. На одном из городских редутов он знакомится с Катриной Миляр, самоотверженной девушкой, не побоявшейся взять в руки оружие в эти грозные дни.
Среди членов совета нет единства и это становится смертельно опасным для окружённого города. Немецкие войска, объявившие о своём нейтралитете, симпатизируют Тьеру и пропускают вооружённые отряды к городским предместьям.
Версальцы ценой подкупа ворвались в город, но были остановлены перегородившими парижские улицы баррикадами. Один из военных руководителей коммуны, генерал Ярослав Домбровский, призывает на помощь всех, способных оказать сопротивление. Несмотря на огромное преимущество напавших, коммунары принимают бой.

## В ролях

Кадр из фильма

- Николай Плотников — Ярослав Домбровский, генерал Коммуны
- Антонина Максимова — Катрина Миляр
- Андрей Абрикосов — Этьен, брат Катрины
- Виктор Станицын — Карл Штайпер, командир Интернационального батальона
- Дмитрий Дорлиак — Эжен Горро, башмачник из Лиона
- Анатолий Горюнов — Рише, художник
- Владимир Белокуров — Рауль Риго, прокурор Коммуны
- Вера Марецкая — матушка Пишо
- Наум Рогожин — Вессе-старший, буржуа
- Осип Абдулов — Вессе-младший, буржуа
- Георгий Черноволенко — Фраппо, лавочник
- Иван Бобров — Бордье, капрал
- Николай Асланов — Тьер, глава Версальского правительства

## Съёмочная группа
- Сценаристы: Григорий Рошаль, Г. Шаховской
- Режиссёр: Григорий Рошаль
- Операторы: Леонид Косматов, Семён Шейнин
- Композиторы: Дмитрий Кабалевский, Николай Крюков
- Художники: Иосиф Шпинель, Александр Жаренов